# Radio SRF 2 Kultur
Radio SRF 2 Kultur est la deuxième chaîne de la radio publique alémanique. Il s'agit d'une radio culturelle.

## Histoire
À la suite de la fusion en 2011 des groupes publics télévisuel Schweizer Fernsehen et radiophonique Schweizer Radio DRS, DRS 2 devient Radio SRF 2 Kultur à partir du 16 décembre 2012.

## Identité visuelle

### Logos

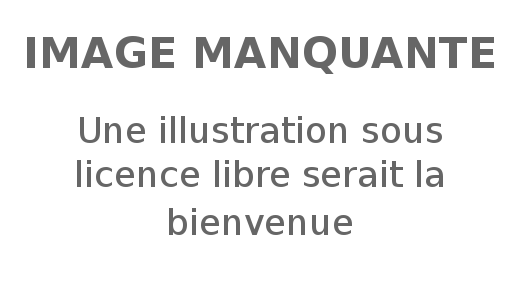
Ancien logo de DRS 2 de 1993 à 2003[réf. nécessaire]
Ancien logo de DRS 2 de 2003 à 2007[réf. nécessaire]
Ancien logo de DRS 2 de 2007 à 2012
Logo de Radio SRF 2 Kultur du 16 décembre 2012 à 2020
Logo de Radio SRF 2 Kultur 2 depuis 2020

## Diffusion
Elle est diffusée en FM, en DAB en Suisse alémanique, par satellite et sur certains téléréseaux.